# Drenje
 Ovo je glavno značenje pojma Drenje. Za druga značenja pogledajte Drenje (razdvojba).
Drenje je općina u Hrvatskoj. Nalazi se u Osječko-baranjskoj županiji.

## Stanovništvo
Prema popisu stanovništva iz 2011., općina Drenje imala je 2. 700 stanovnika, raspoređenih u 12 naselja:
- Borovik – 6
- Bračevci – 209
- Bučje Gorjansko – 73
- Drenje – 583
- Kućanci Đakovački – 148
- Mandićevac – 284
- Paljevina – 183
- Podgorje Bračevačko – 70
- Potnjani – 497
- Preslatinci – 160
- Pridvorje – 198
- Slatinik Drenjski – 289

### Nacionalni sastav, 2001.
- Hrvati – 2874 (93,59)
- Srbi – 100 (3,26)
- Slovaci – 34 (1,11)
- Mađari – 9 (0,29)
- Makedonci – 1
- Romi – 1
- ostali – 10 (0,33)
- neopredijeljeni – 32 (1,04)
- nepoznato – 10 (0,33)

| broj stanovnika | 3017  | 3731  | 3592  | 4715  | 5395  | 5820  | 5809  | 6388  | 5117  | 5320  | 5045  | 4586  | 3808  | 3375  | 3071  | 2700  | 2126  |
|                 | 1857. | 1869. | 1880. | 1890. | 1900. | 1910. | 1921. | 1931. | 1948. | 1953. | 1961. | 1971. | 1981. | 1991. | 2001. | 2011. | 2021. |

| broj stanovnika | 439   | 641   | 705   | 698   | 724   | 809   | 766   | 780   | 813   | 856   | 810   | 801   | 759   | 777   | 680   | 583   | 462   |
|                 | 1857. | 1869. | 1880. | 1890. | 1900. | 1910. | 1921. | 1931. | 1948. | 1953. | 1961. | 1971. | 1981. | 1991. | 2001. | 2011. | 2021. |

## Poznate osobe
- Ivica Petanjak – krčki biskup

## Spomenici i znamenitosti
Crkva sv. Mihaela Arkanđela iz 1846.

## Obrazovanje
- Osnovna škola Drenje

## Kultura
U Drenju djeluje KUD "Drenjanci".

## Šport
- NK Zrinski Drenje 3. ŽNL Osječko-baranjska, Liga NS Đakovo.

## Ostalo
- Dobrovoljno vatrogasno društvo Drenje,
- Športsko ribolovna udruga Drenje,
- Lovačko društvo "Sokol" Drenje.

## Vanjske poveznice
- Stranica Općine Drenje
- http://os-drenje.skole.hr/  Arhivirana inačica izvorne stranice od 20. srpnja 2019. (Wayback Machine)